# The Axe Forgets
"The Axe Forgets" es el quinto episodio de la primera temporada de la serie de televisión estadounidense Andor, basada en Star Wars creada por George Lucas y spin-off precuela de Rogue One. Fue escrito por Dan Gilroy y dirigida por Susanna White.
El episodio está protagonizado por Diego Luna como Cassian Andor, quien repite su papel de la película derivada, Rogue One (2016). Toby Haynes fue contratado en septiembre de 2020 luego de un retraso en la producción debido a la pandemia de COVID-19, y Tony Gilroy se unió a la serie como showrunner a principios de 2019, reemplazando a Stephen Schiff. Ambos son productores ejecutivos junto a Luna y Kathleen Kennedy.
"The Axe Forgets" se estrenó en Disney+ el 5 de octubre de 2022.

## Trama
En Coruscant, Syril, aún abatido por su fracaso, es persuadido por su madre Eedy de explorar nuevas perspectivas de carrera; ella le habla a un tío lejano para conseguirle un trabajo aunque Syrill no esta convencido del todo. Mothma establece una nueva fundación "benéfica" mientras maneja relaciones cada vez más tensas con Perrin y su hija adolescente Leida. El supervisor del OSI Blevin adquiere un hotel como nueva sede de la seguridad Imperial en Ferrix, como parte de su plan para ocuparlo junto con el sistema Morlana. Mientras tanto, Meero y su asistente Heert siguen investigando pistas relacionadas sobre los hechos de Ferrix y llegan a la conclusión de que los rebeldes están realizando una serie de atracos coordinados de armas y tecnología imperiales. 
En Aldhani, Cassian ('Clem') se adapta a las condiciones en la que están sus compañeros mientras oculta su pasado, haciendo que la mayoría de ellos desconfíen de él, especialmente Skeen; aunque genera cercanía con Nemik, quien es un fiel creyente de la rebelión. Taramyn entrena a Cassian y a los otros rebeldes para el atraco planeado ya que deberán infiltrarse como guardias imperiales. Mientras viaja a la guarnición imperial de Aldhani, Cassian es confrontado por Skeen y revela que es un mercenario, aunque les asegura que seguirá con ellos por el riesgo de la misión. Vel decide continuar con la misión y no hablar el pasado de 'Clem' hasta que hayan logrado sus objetivos. A un día del robo, el equipo se posiciona cerca de la base e informa su llegada al teniente Gorn, quien ha supervisado a escondidas para tener todo despejado para el robo y Luthen espera ansiosamente una transmisión de Vel y su equipo rebelde.

## Producción

### Desarrollo
El CEO de Disney, Bob Iger, anunció en febrero de 2018 que había varias series de Star Wars en desarrollo,  y en noviembre se reveló que una de ellas sería una precuela de la película Rogue One (2016). La serie fue descrita como un programa de suspenso de espías centrado en el personaje Cassian Andor, con Diego Luna retomando su papel de la película.  Jared Bush desarrolló originalmente la serie, escribiendo un guion piloto y una biblia de la serie para el proyecto.  A fines de noviembre, Stephen Schiff se desempeñaba como productor ejecutivo y productor ejecutivo de la serie.  Tony Gilroy, quien fue acreditado como coguionista de Rogue One y supervisó extensas regrabaciones de la película,  se unió a la serie a principios de 2019 cuando discutió los primeros detalles de la historia con Luna.  La participación de Gilroy se reveló en octubre, cuando estaba listo para escribir el primer episodio, dirigir varios episodios y trabajar junto a Schiff;  Gilroy había reemplazado oficialmente a Schiff como showrunner en abril de 2020.  Para entonces, se habían llevado a cabo seis semanas de preproducción de la serie en el Reino Unido, pero esto se detuvo y la producción de la serie se retrasó debido a la pandemia de COVID-19. La preproducción había comenzado nuevamente en septiembre antes del inicio planificado de la filmación el próximo mes. En ese momento, Gilroy, que reside en Nueva York, decidió no viajar al Reino Unido para la producción de la serie debido a la pandemia y, por lo tanto, no pudo dirigir el primer episodio de la serie. En cambio, se contrató a Toby Haynes, con sede en el Reino Unido, que ya estaba "alto en la lista" de posibles directores de la serie, para dirigir los primeros tres episodios. Gilroy seguiría siendo productor ejecutivo y showrunner.  En diciembre de 2020, se reveló que Luna sería productor ejecutivo de la serie. 
El quinto episodio, titulado "The Axe Forgets", fue escrito por Dan Gilroy.

### Escritura
La escritura se estructuró de modo que cada tres episodios contiene un arco narrativo. El segundo conjunto de tres episodios presenta a Luthen Rael reclutando a Andor para un atraco en una bóveda de nómina imperial en el planeta Aldhani. Después del atraco de Aldhani, Gilroy comentó que Dedra Meero había estado persiguiendo ambiciosamente a Andor, ya que fue la primera persona en darse cuenta de que era un "anuncio", además de darse cuenta de que hacerlo también podría llevarla a encontrar a Luthen. Había notado que Dedra "piensa lo suficiente como él" para extrapolar el significado del atraco de Aldhani, y sintió que la relación entre Meero y Andor era la de una "relación de gran cazador y cazado".
El actor Kyle Soller había colaborado con la actriz Kathryn Hunter, quien interpreta a la madre de Syril Karn, Eedy Karn, en el desarrollo de elementos de una posible historia de fondo. Soller dijo que decidieron que el padre de Karn "se había ido muy pronto, de una manera realmente amarga y horrible", lo que había servido como una "plataforma de lanzamiento para cómo Eedy luego engendró a Syril, que es por haber sido agraviada y su ira, dolor y decepción y la frustración de que él se fuera acaba de filtrarse en Syril". Hunter también había notado que Eedy tenía dificultades para llegar a la posición en la que había estado y puso altas expectativas en Syril, ya que quería que él tuviera éxito. También comentó que Eedy era "probablemente una mujer frustrada ella misma, y está compensando en exceso con su hijo".

### Rodaje
El rodaje comenzó en Londres, Inglaterra, a finales de noviembre de 2020, con la producción basada en Pinewood Studios. La serie fue filmada bajo el título provisional Pilgrim, y fue la primera serie de Star Wars de acción en vivo que no hizo uso de la tecnología de fondo digital StageCraft. Los lugares de rodaje incluyeron Black Park en Buckinghamshire, Inglaterra para las escenas retrospectivas, así como en Middle Peak Quarry en Derbyshire, Inglaterra.

### Música
Nicholas Britell compuso la partitura musical del episodio.  La banda sonora del episodio se lanzó en noviembre de 2022 como parte del segundo volumen de la serie.

## Lanzamiento
"The Axe Forgets" se estrenó en Disney+ el 5 de octubre de 2022.

## Recepción

### Respuesta crítica
El sitio web del agregador de reseñas Rotten Tomatoes informa un índice de aprobación del 100%, basado en 18 reseñas. El consenso crítico del sitio dice: "La banda de rebeldes rudimentarios de Andor se enfoca por completo en "The Axe Forgets", un episodio puente que contribuye en gran medida a desarrollar estos personajes".